# Scandal (japansk band)
Scandal (スキャンダル Sukyandaru, ofte skrevet SCANDAL) er en japansk poprockgruppe fra Osaka i Japan. Scandal blev stiftet i 2006 og består af: Haruna Ono (vokal, guitar), Mami Sasazaki (guitar, vokal), Tomomi Ogawa (bas, vokal) og Rina Suzuki (trommer, vokal).

## Medlemmer
- Haruna Ono – vokal, guitar
- Mami Sasazaki – guitar, vokal
- Tomomi Ogawa – bas, vokal
- Rina Suzuki – trommer, vokal

## Diskografi
Studiealbummer
- 2009: Best Scandal
- 2010: Temptation Box
- 2011: Baby Action
- 2012: Queens Are Trumps: Kirifuda wa Queen
- 2013: Standard
- 2014: Hello World
- 2016: Yellow

Opsamlingsalbummer
- 2012: Scandal Show
- 2013: Encore Show
- 2017: Scandal

Extended plays
- 2008: Yah! Yah! Yah! Hello Scandal
- 2010: R-Girl's Rock!

Singler
- 2008: Space Ranger
- 2008: Koi Moyō
- 2008: Kagerō
- 2008: Doll
- 2009: Sakura Goodbye
- 2009: Shōjo S
- 2009: Yumemiru Tsubasa
- 2010: Shunkan Sentimental
- 2010: Taiyō to Kimi ga Egaku Story
- 2010: Namida no Regret
- 2010: Scandal Nanka Buttobase
- 2011: Pride
- 2011: Pride
- 2011: Love Survive
- 2012: Harukaze
- 2012: Taiyō Scandalous
- 2012: Pin Heel Surfer
- 2013: Awanai Tsumori no, Genki de ne
- 2013: Kagen no Tsuki
- 2013: Over Drive
- 2014: Departure
- 2014: Yoake no Ryūseigun
- 2014: Image
- 2015: Stamp!
- 2015: Sisters
- 2016: Take Me Out

Split singler
- 2014: Count Zero/Runners High (Sengoku Basara 4 EP) (T.M.Revolution/Scandal)

DVD
- 2010: Scandal First Live: Best Scandal 2009
- 2010: Scandal Anime
- 2011: Everybody Say Yeah!: Temptation Box Tour 2010: Zepp Tokyo
- 2011: Video Action
- 2012: Scandal "Japan Title Match Live 2012: Scandal vs Budokan"
- 2013: Scandal Osaka-jo Hall 2013 "Wonderful Tonight"
- 2015: Scandal Arena Live 2014 "Festival"
- 2015: Scandal Documentary Film "Hello World"
- 2016: Scandal Arena Tour 2015–2016 "Perfect World"
- 2016: Scandal 10th Anniversary Festival "2006–2016"
- 2016: Video Action 2

## Eksterne links
- Wikimedia Commons har flere filer relateret til Scandal (japansk band)
- Scandal – Officielle hjemmeside
- Scandal – Officielle YouTube kanal
- X-bruger: @scandal_band